# Bolivie
État plurinational de Bolivie
(es) Estado Plurinacional de Bolivia 
(qu) Bulibiya Mama llaqta 
(ay) Wuliwya Suyu 
(gn) Tetã Volívia 
La Bolivie, en forme longue l'État plurinational de Bolivie (en espagnol : Bolivia et Estado Plurinacional de Bolivia, en quechua : Bulibiya et Bulibiya Mama llaqta, en aymara : Wuliwya et Wuliwya Suyu, en guarani : Volívia et Tetã Volívia), est un pays enclavé d'Amérique du Sud entouré par le Brésil au nord-est, le Paraguay au sud-est, l'Argentine au sud, le Chili au sud-ouest et le Pérou à l'ouest-nord-ouest. La capitale administrative est La Paz, la capitale constitutionnelle est Sucre.
Avant la colonisation européenne, le territoire bolivien appartenait à l'Empire inca, qui était le plus grand État de l'Amérique précolombienne. L'Empire espagnol a conquis la région au XVIe siècle. Pendant la période coloniale espagnole, la région s'appelle le Haut-Pérou ou Charcas. Après la déclaration d'indépendance en 1809, 16 années de guerre se déroulent avant la mise en place de la république de Bolivie, nommée en l'honneur de Simón Bolívar.
La Bolivie est une république démocratique unitaire, divisée en neuf départements. Sa géographie est variée, comprenant des territoires de la cordillère des Andes, de l'Altiplano, de l'Amazonie et du Gran Chaco. Le taux de pauvreté est d'environ 39 %. Les principales activités économiques sont l'agriculture, la sylviculture et la pêche, la production d'objets manufacturés comme le textile, l'habillement et l'exploitation de métaux raffinés et de pétrole raffiné. La Bolivie est ainsi très riche en métaux comme l'étain, l'argent, ou encore le lithium.
La population bolivienne est multiethnique avec des Amérindiens, des Métis, des Européens, des Asiatiques et des Africains. La langue principale est l'espagnol, les langues aymara et quechua sont également fréquentes. La constitution bolivienne de 2009 reconnaît 37 langues officielles (aymara, araona, baure, bésiro, canichana, cavineña, cayubaba, chácobo, chimán, ese 'ejja, espagnol, guarani, guarasu’we, guarayu, itonama, kallawaya, leco, machineri, maropa, mojeño-trinitario, mojeño-ignaciano, moré, mosetén, movima, pacahuara, péquina, quechua, siriono, tacana, tapieté, toromona, uru-chipaya, wichi, yaminahua, yuki, yuracaré et zamuco), faisant de la Bolivie le pays avec le plus de langues officielles au monde. En raison des différentes cultures, la Bolivie jouit d'une grande diversité dans des domaines comme l'art, la cuisine, la littérature et la musique.
La Bolivie est membre de l'Alliance bolivarienne pour les Amériques (ALBA) depuis 2006, après en être brièvement sortie au moment de la crise post-électorale bolivienne de 2019 jusqu'au 20 novembre 2020, date de sa réintégration.

## Histoire

### Période précolombienne
Avant la conquête espagnole, les Andes étaient habitées par de nombreuses cultures, dont la plus importante fut certainement la civilisation de Tiahuanaco (aussi écrit tiwanaku). Au XVe siècle, les Incas intégrèrent une partie de l'actuelle Bolivie dans leur empire[réf. nécessaire].

### Colonisation espagnole
Les Espagnols découvrirent à leur arrivée au XVIe siècle une très grande quantité d'argent-métal, en particulier dans les mines de Potosí, qui deviennent au xvie siècle le premier site mondial d’extraction de ce métal.
Avant l'arrivée des Espagnols, les hauteurs de la Bolivie étaient peuplées de polythéistes (religions incas), puis les Espagnols y imposèrent graduellement le catholicisme. Au xxie siècle, la majorité de la population est catholique[réf. nécessaire].
Au sein de l'Empire espagnol, la Bolivie fit d'abord partie de la vice-royauté du Pérou avant de passer sous le contrôle de la vice-royauté du Río de la Plata.

### Indépendance et l'ère descaudillos(1825-1884)
Les luttes pour l'indépendance débutèrent en 1809 et celle-ci fut acquise en 1825, grâce aux armées de Bolívar, en hommage duquel la Bolivie prit son nom. Entre 1836 et 1839, la Bolivie et le Pérou constituèrent, sous le nom de Confédération péruano-bolivienne, un seul pays. Comme le Pérou, le Chili, le Mexique ou la Colombie, le pays fit appel à la Bourse de Londres pour financer des sociétés minières. Bolívar nationalisa pour cinq millions de pesos de mines abandonnées, le 2 août 1825, pour les revendre et créer la Potosi, La Paz and Peruvian Mining Association, qui fut liquidée après le krach de décembre 1825 et avait pour agent James Paroissien, médecin anglais et officier bolivariste.
La Bolivie connut tout au long du XIXe siècle une période d'instabilité politique, marquée par de fréquents coups d'État et l'intervention répétée de l'armée qui ne totalisait alors pas moins des deux tiers des dépenses publiques de l'État central. Dans l'ère des caudillos qui s'étend sur une large partie du XIXe siècle, on distingue traditionnellement la période des caudillos letrados, courant de l'indépendance de 1825 à 1848, de celle des caudillos barbaros (1848 à 1884). Là où les premiers caudillos étaient majoritairement issus de la bourgeoisie créole, parfois instruits (letrados) à l'école militaire espagnole, à l'image des généraux Sucre et Santa Cruz, les seconds, d'origine plus populaire et indigène, ne devaient leur position qu'à leur ascension dans la hiérarchie militaire ; certains d'entre eux comme Mariano Melgarejo sont restés célèbres pour leur cruauté et leur gestion approximative des affaires publiques.
À l'issue des premiers revers de la guerre du Pacifique (1879-1884) menée contre le Chili, la Bolivie se dota en 1880 d'une onzième Constitution depuis son indépendance.

### Démocratie «restreinte» (1884-1920)

Les territoires perdus par la Bolivie au fil des conflits qui l'opposèrent à ses voisins.

En 1884 eut lieu l'élection du président Gregorio Pacheco qui inaugura une nouvelle période politique, caractérisée par l'instauration d'un corps électoral qui restait toutefois restreint. Un parti conservateur et un parti libéral se structurèrent, en s'appuyant respectivement sur l'oligarchie minière de l'argent et de l'étain qui devint au début du XXe siècle la principale source de richesse du pays. Le coup d'État « libéral » de 1899 vit s'imposer durablement cette seconde tendance qui tint les rênes du pays jusqu'en 1920.
En 1903, la Bolivie vendit la région d'Acre au Brésil par le traité de Petrópolis. En 1904, elle perdit une partie de son territoire et son unique accès à la mer des suites de la guerre du Pacifique contre le Chili.
Un système d'instruction publique se développa, accompagné d'un anticléricalisme modéré : le catholicisme perdit en 1906 son statut de seule religion reconnue par l’État et le mariage civil fut adopté en 1911. Le libéralisme bolivien perdit cependant nettement de son caractère progressiste pour coexister avec les intérêts des nouvelles fortunes de l'étain (l'ère libérale est parfois aussi considérée comme l'ère de l'étain, la production de celui-ci ayant considérablement augmentée), des propriétaires terriens et de l'armée. Inspiré par l'exemple de la révolution libérale menée par Eloy Alfaro en Équateur, un nouveau libéralisme s'organisa et manifesta quelques préoccupations sociales contre la domination de l'oligarchie libérale.

### Entre démocratie et dictatures (1920-1952)

#### Présidence d'Hernando Siles Reyes (1926-1930)
Le soulèvement de 1920, déclenché par le Parti républicain, d'inspiration nationaliste, ouvrit une nouvelle période d'instabilité, renforcée par la crise économique consécutive au krach de 1929 ; elle conduisit le président Salamanca à engager son pays dans la très meurtrière guerre du Chaco contre le Paraguay, avec lequel un conflit larvé existait depuis le milieu des années 1920.

#### Présidence de Daniel Salamanca Urey et guerre du Chaco (1931-1935)
La défaite après la guerre du Chaco (1932-1935) mit fin à une rétraction constante du territoire bolivien depuis l'indépendance acquise en 1825. Le président Daniel Salamanca Urey fut déposé par les militaires en 1935. La cession effective du Chaco fut actée par un traité signé trois ans plus tard, en 1938.

#### Dictature militaire (1935-1940)
La fin de la guerre du Chaco marqua une reprise en main des militaires. Le colonel Toro initia en 1937 la première nationalisation du pétrole en Amérique latine. La période se caractérisa surtout par un renouvellement du paysage politique.

### Mouvement nationaliste révolutionnaire (1952-1964)
Le Mouvement nationaliste révolutionnaire (Movimiento Nacionalista Revolucionario), qui fut amené à jouer un rôle pivot dans la vie politique du pays jusque dans les années 1960, fut créé en 1941. Malgré l'opposition de l'armée, il accéda au pouvoir en avril 1952 après une nouvelle période d'instabilité politique. Il octroya le suffrage universel, entama sous la pression paysanne une réforme agraire en 1953 et nationalisa, moyennant de fortes indemnisations, les mines des trois principaux « barons de l'étain » du pays. Sa politique interventionniste s'infléchit progressivement et s'ouvrit largement à l'influence des États-Unis dont l'aide représentait en 1958 le tiers du budget national.

### Dictatures militaires (1964-1982)

En 1971, Hugo Banzer Suárez, soutenu par la CIA, chassa de force le président Torres lors d'un coup d'État.

En 1964, le coup d'État du général Barrientos ouvrit une longue période de dictatures militaires qui ne s'achèverait qu'en 1980. Le 7 novembre 1966, le révolutionnaire argentino-cubain Che Guevara commença une guérilla armée avec la création de l'Armée de libération nationale de Bolivie (Ejército de Liberación Nacional de Bolivia, ELN) pour lutter contre cette dictature soutenue par la CIA, et pour la liberté et l'amélioration des conditions de vie du peuple bolivien. Après une dernière embuscade avec seize hommes, il fut capturé par une troupe de 1 800 soldats boliviens. Il fut exécuté le 9 octobre 1967 à La Higuera par l'armée bolivienne, grâce à l'appui important des agents de la CIA et d'instructeurs de l'armée américaine formés au Viêt Nam.
Barrientos mourut dans un accident d'avion en 1969, et son vice-président, le civil Luis Adolfo Siles Salinas, lui succéda. Celui-ci fut renversé en fin d'année et l'armée reprit le pouvoir.
Après l'intermède de gauche du général Torres (1970-1971), la dictature du général Banzer (1971-1978) fut marquée par l'adoption de la « doctrine de sécurité nationale » qui se traduisait par l'interdiction institutionnalisée de toute activité politique et syndicale. Après la chute de Banzer, la Bolivie connut entre 1978 et 1980 trois scrutins présidentiels annulés et huit présidents, dont six étaient des généraux. Ainsi, les présidents par intérim Wálter Guevara Arze puis Lidia Gueiler Tejada tentèrent sans succès de restaurer la démocratie avant d'être tour à tour renversés par l'armée. En juin 1980, alors que le candidat de gauche Hernán Siles Zuazo sortait vainqueur d'un nouveau scrutin, le général Luis García Meza Tejada s'empara du pouvoir (il s'agit alors du 190e coup d'État depuis l'indépendance). La Centrale ouvrière bolivienne, qui tentait d'opposer une résistance au putsch, fut violemment réprimée. Plus d'un millier de personnes furent tuées en moins d'un an. La dictature de Luis García Meza Tejada et notamment avec son ministre de l'Intérieur Luis Arce Gómez (es), dont le cousin est le dénommé le « roi de la cocaïne », Roberto Suárez Goméz, favorisa l'essor à grande échelle de la production de cocaïne, ce qui conduisit à la rupture des relations diplomatiques avec les États-Unis et contraignit les militaires à soutenir un processus démocratique qui porta, après vingt-deux ans de dictatures quasiment ininterrompues, Hernán Siles Zuazo au pouvoir.

### Libéralisation de l'économie (1985-2000)
Les différents présidents qui se succédèrent à partir de 1985 — Víctor Paz Estenssoro, Jaime Paz Zamora, Gonzalo Sánchez de Lozada, l'ancien ministre de l'Économie du premier cité, et l'ancien dictateur Banzer — suivirent durant une quinzaine d'années une ligne de conduite conforme à l'orthodoxie des institutions financières internationales : lutte contre l'inflation, réduction du déficit budgétaire, réduction du périmètre du secteur nationalisé seraient les contreparties d'un réaménagement de la dette du pays.

### Crise sociale récurrente (2000-2005)
En 2000, un gisement de gaz naturel, estimé à 1,58 milliard de mètres cubes, fut découvert dans la région de Tarija. Pour construire un gazoduc vers la mer, deux options étaient possibles : soit passer par le Pérou, soit passer par le Chili. Le choix de privilégier la voie chilienne, plus facile du point de vue technique, mais critiquée en raison des ressentiments remontant aux guerres du XIXe siècle, cristallisa un mécontentement social latent qui se traduisit par un mouvement protestataire d'ampleur nationale. Des manifestations contre les hausses de prix ayant suivi les privatisations tournèrent parfois à l'émeute et furent durement réprimées (80 morts et 500 blessés). L'ampleur des mobilisations contraignit le président Sánchez de Lozada à démissionner en octobre 2003.
L'arrivée au pouvoir du vice-président Carlos Mesa ne stabilisa pas une situation sociale explosive. En juillet 2004, sous la pression du Mouvement vers le socialisme (MAS) du syndicaliste paysan Evo Morales, il organisa un « référendum du gaz » au cours duquel la population se prononça en majorité pour une nationalisation des hydrocarbures. Devant l'opposition du Fonds monétaire international (FMI), de la Banque mondiale et des multinationales, il déclara que cette loi était « impossible » à mettre en œuvre. Le 6 juin 2005, à la suite de nombreuses manifestations, Carlos Mesa démissionna, laissant sa place au chef du Tribunal suprême, Eduardo Rodríguez. Cependant, le retour au calme fut fragile, les mouvements populaires, essentiellement indiens, continuant de réclamer (entre autres) la renationalisation des réserves de pétrole et de gaz du pays, exploitées par des firmes américaines ou européennes.
La Bolivie traverse une période de forte instabilité politique marquée par des tensions au sein du parti au pouvoir, le Mouvement vers le socialisme (MAS). En septembre 2024, des affrontements ont éclaté entre les partisans du président Luis Arce et ceux de l'ancien président Evo Morales, mettant en lumière une fracture profonde au sein du MAS. Des manifestations massives ont eu lieu, avec des blocages de routes et des affrontements violents, notamment à La Paz et El Alto. Morales a lancé un ultimatum de 24 heures à Arce pour remanier son gouvernement, menaçant de nouvelles mobilisations en cas de refus.

### Présidence d'Evo Morales (2006-2019)
Evo Morales remporta l'élection présidentielle de 2005 avec 53,7 % des voix contre son concurrent l'ex-président de la Bolivie Jorge Quiroga. Le 22 janvier 2006, le congrès le nomma officiellement président ; il devint alors le premier président bolivien d'origine amérindienne depuis le XIXe siècle et le mandat d'Andrés de Santa Cruz y Calahumana (1829-1839). Des élections législatives normalement prévues pour le 4 décembre 2005 furent reportées au 18 décembre 2005 et remportées par le MAS, le parti présidentiel. L'élection d'Evo Morales vit donc une nouvelle restructuration du paysage politique avec l'avènement d'un fort parti de gouvernement.

#### Réformes économiques
Le 1er mai 2006, Evo Morales annonça par décret la nationalisation des hydrocarbures et la renégociation de tous les contrats des entreprises étrangères dans un délai de 180 jours. L'objectif était que 82 % des revenus des hydrocarbures soient réservés à l'État. La compagnie nationale Yacimientos Petrolíferos Fiscales Bolivianos (YPFB) devint ainsi la seule instance autorisée à commercialiser les hydrocarbures. Cette initiative affecta au premier chef la société brésilienne Petrobras.
Les revenus dégagés par ces nationalisations permirent de financer plusieurs mesures sociales : la Renta Dignidad (ou minimum vieillesse) pour les personnes âgées de plus de 60 ans ; le bon Juana Azurduy (du nom de la révolutionnaire Juana Azurduy de Padilla, 1780-1862), qui assure la prise en charge complète des frais médicaux aux femmes enceintes et à leur enfant afin de combattre la mortalité infantile ; le bon Juancito Pinto (du nom d’un enfant héros de la guerre du Pacifique, 1879-1884), une aide versée jusqu’à la fin du secondaire aux parents dont les enfants sont scolarisés afin de lutter contre la désertion scolaire, ou encore le Système unique de santé qui depuis 2018 offre à tous les Boliviens la gratuité des soins médicaux.
Les réformes adoptées ont fait du système économique bolivien le plus réussi et le plus stable de la région. Entre 2006 et 2019, le PIB est passé de 9 milliards à plus de 40 milliards de dollars, le salaire réel a augmenté, le PIB par habitant a triplé, les réserves de change sont à la hausse, l’inflation a été pour l'essentiel éliminée, et l’extrême pauvreté a chuté, passant de 38 % à 15 %, ce qui constitue une baisse de 23 points,.

#### Question de l'autonomie départementale

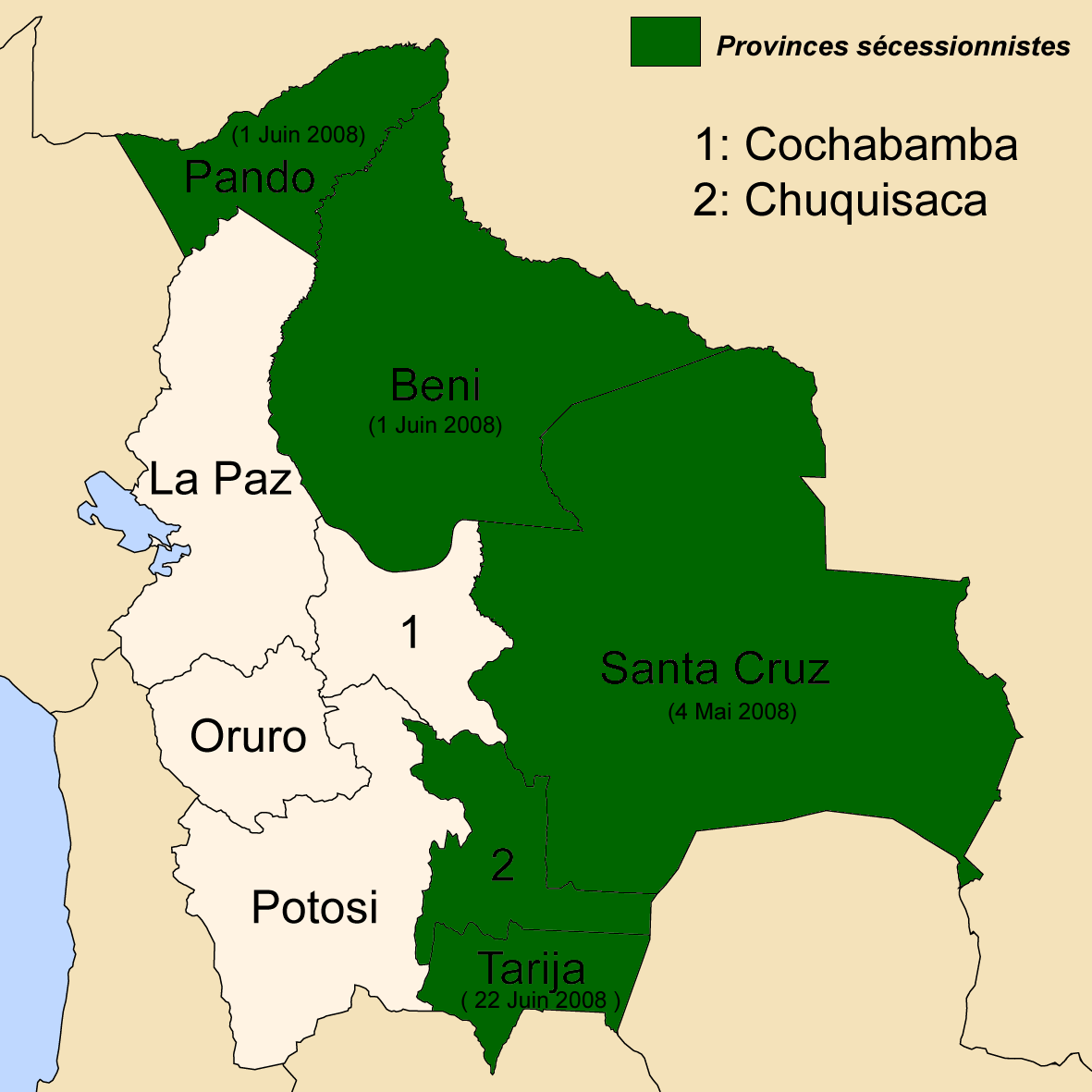
En vert, les départements revendiquant leur autonomie.

Le 2 juillet 2006 se tinrent simultanément un référendum sur l'autonomie départementale et l'élection des représentants à une Assemblée constituante. La décentralisation était une des revendications essentielles des protestations exprimées en 2005 par les mouvements de la région de Santa Cruz. À l'inverse, les mouvements d'origine amérindienne dénoncèrent cette volonté autonomiste, qui servirait selon eux la minorité oligarchique du pays.
Le MAS remporta 55 des 70 circonscriptions uninominales avec 50,7 % des suffrages exprimés au niveau national lors de l'élection de la Constituante. Si le « non », pour lequel le MAS s'était fortement mobilisé, l'emportait largement au niveau national lors du référendum pour l'autonomie départementale (57,6 % des voix), les résultats locaux trahissaient la fracture territoriale est-ouest du pays. Les départements de Santa Cruz, Tarija et Pando s'étaient en effet prononcés largement pour l'autonomie avec respectivement 74 %, 61 % et 58 % des voix en faveur du « oui ».

#### Réforme constitutionnelle
Les travaux de l'Assemblée constituante, présidée par l'Indienne quechua Silvia Lazarte (es), devaient initialement prendre fin en août 2006 ; émaillés de nombreux incidents, ils furent prolongés jusqu'à la fin de l'année 2007. Les députés du MAS approuvèrent le texte de la Constituante le 9 décembre 2007 à Oruro, en présence de 164 des 255 constituants. Le parti PODEMOS n'avait pas souhaité prendre part au vote, estimant que l'assemblée n'avait pas réuni les conditions d'un débat démocratique. Un référendum national concernant cette nouvelle Constitution fut convoqué par le président Morales pour mai 2008 mais la Cour électorale refusa de valider cette convocation, arguant que cette dernière n'avait pas suivi la voie légale. La nouvelle constitution fut adoptée par voie de référendum le 25 janvier 2009, à 58,7 %, selon un sondage de sortie des urnes d'Ipsos Apoyo pour le quotidien La Razón et ATB. Cette Constitution novatrice, qui ne remettait pas en cause les prérogatives dévolues à l'exécutif, modifiait cependant les principes constitutionnels en vigueur en Bolivie jusqu'alors. L'esprit de cette Constitution était affiché dans son préambule qui mettait en exergue les valeurs des peuples indigènes de Bolivie et remettait en cause « l'État colonial, républicain et néolibéral au profit d'un État unitaire social de droit plurinational communautaire ». L'élection d'Evo Morales en 2005 et l'approbation de la Constitution de 2009 prouvaient la volonté du peuple de consacrer un pouvoir exécutif soumis au contrôle des électeurs par des élections mais disposant de marges de manœuvre importantes allant parfois au-delà du texte même de la Constitution ; ainsi, Evo Morales, qui bénéficiait dès son élection de l'ensemble du pouvoir législatif dans le pays, avec plus de deux tiers des représentants à l'Assemblée législative plurinationale, précisa que sa priorité résidait dans le vote des lois organiques à l'Assemblée législative plurinationale pour l'application de la nouvelle Constitution approuvée en 2009.

#### Crise politique et menaces sécessionnistes
Les réformes économiques et constitutionnelles mises en œuvre par la majorité présidentielle rencontrèrent de vives résistances au sein des élites économiques créoles du croissant est du pays qui concentrait les richesses gazières boliviennes. Ces dernières, depuis le début des années 2000, traduisaient leur opposition au pouvoir central par des revendications autonomistes, portées par un ensemble d'organisations dont le Comité civique de Santa Cruz est l'une des plus actives. Les préfets élus des départements de Santa Cruz, Beni et Pando soutinrent ce mouvement pour une autonomie élargie.
Un référendum portant sur un statut d'autonomie régionale, et déclaré illégal par le pouvoir central, se tint en mai 2008 dans le département de Santa Cruz à l'initiative de son préfet, Rubén Costas. En réponse à ce qui pouvait apparaître comme une remise en cause de sa légitimité électorale, le président Morales décida de remettre son mandat en jeu lors d'un référendum qui se tint le 10 août 2008. Morales gagna ce référendum avec 67 % des voix, bien que certains médias d'opposition aient laissé entendre de possibles fraudes de la part de membres du MAS. Les sondages à la sortie des urnes effectués par des instituts d'enquête privés, pour le compte de ces mêmes journaux, donnaient toutefois sensiblement le même résultat (entre 62 et 64 %,).
En décembre 2010, sous l’impulsion des communautés locales andines et du président Evo Morales, la Bolivie introduisit une « loi des droits de la Terre Mère » qui accorde des droits à la nature, à l’instar des droits de l’homme.

### Crise politique de 2019
En novembre 2019, une crise éclata dans le cadre d’une contestation des résultats officiels des élections générales d'octobre qui proclamaient la réélection d'Evo Morales, dont le parti était parvenu à revenir judiciairement sur le référendum de 2016 interdisant au chef de l'État de briguer un quatrième mandat. Des manifestations menées notamment par le Comité civique de Santa Cruz se déroulèrent dans plusieurs villes contrôlées par le MAS. Au cours de ces troubles, trois personnes ont trouvé la mort.
Après la conclusion de l'enquête de l'Organisation des États américains faisant état de fraudes, Evo Morales annonça la tenue de nouvelles élections, mais l'armée l'appela à démissionner. Il décida de quitter le pays, tout comme le vice-président, en dénonçant un coup d'État. Après la démission d'autres personnalités amenées à succéder à Morales dans l’ordre protocolaire, Jeanine Áñez, deuxième vice-présidente de la Chambre des sénateurs, devint présidente de la République, mais sa légitimité fut contestée par le MAS. Des manifestations éclatèrent dans les régions majoritairement indigènes et firent des dizaines de morts.
Une étude de trois chercheurs indépendants, rapportée par le New York Times du 7 juin 2020, montre que l'enquête diligentée par l'OEA présentait des problèmes méthodologiques, et conteste les accusations de fraude.

### Retour du MAS au pouvoir (depuis 2020)
Après deux reports d'élection, des nouvelles élections générales eurent finalement lieu le 18 octobre 2020, et Luis Arce, le candidat du MAS, fut élu au premier tour avec 55,10 % des voix.

## Institutions politiques
La Bolivie est une république de forme à régime présidentiel. Le président, élu tous les 5 ans, est à la fois le chef d'État et le chef du gouvernement. Il nomme les ministres. Le parlement est formé de deux chambres : la Chambre des sénateurs, composée de 36 sièges, et la Chambre des députés, composée de 130 sièges.
La loi des groupes citoyens et peuples indigènes, promulguée le 6 juillet 2004, a mis fin au monopole des partis politiques pour les principales élections du pays. Elle autorise des groupes de citoyens (Agrupaciones ciudadanas) et les peuples indigènes à présenter des candidats lors des scrutins municipaux, départementaux et nationaux.
Les neuf départements boliviens se sont vu accorder une autonomie accrue avec la loi de décentralisation de 1995. Cette autonomie s'est encore accentuée avec la loi, adoptée sous le gouvernement Mesa, instituant l'élection de préfets à la tête des départements. Réclamée par les mouvements autonomistes des départements de l'ouest, cette réforme a donné lieu aux premières élections préfectorales le 18 décembre 2005. Le MAS (Movimiento Al Socialismo) n'a obtenu que trois des neuf postes de préfets. L'opposition au pouvoir central s'est, depuis cette élection, manifestée au niveau administratif intermédiaire des départements, générant de vives tensions.
Les villes boliviennes sont dirigées par des maires et des conseils élus pour cinq ans. La dernière élection municipale a eu lieu le 5 décembre 2004.
La Bolivie fait partie de la Communauté andine.

## Divisions administratives
La Bolivie est divisée en neuf départements (departamentos), eux-mêmes subdivisés en provinces (provincias), municipalités (municipios), cantons (cantones), sous-cantons et localités. Chaque département est dirigé par un gouverneur et une assemblée départementale bénéficiant de pouvoirs régionaux. 
| Beni       | BO-B | 516 338    | 213 564   | 1,9  | Trinidad                  |
| Chuquisaca | BO-H | 661 119    | 51 525    | 11,9 | Sucre                     |
| Cochabamba | BO-C | 2 117 112  | 55 631    | 22,7 | Cochabamba                |
| La Paz     | BO-L | 3 051 947  | 133 985   | 19,9 | La Paz                    |
| Oruro      | BO-O | 553 088    | 53 588    | 8,2  | Oruro                     |
| Pando      | BO-N | 163 727    | 63 827    | 1,1  | Cobija                    |
| Potosí     | BO-P | 916 087    | 118 218   | 6,5  | Potosí                    |
| Santa Cruz | BO-S | 3 425 399  | 370 621   | 7,1  | Santa Cruz de la Sierra   |
| Tarija     | BO-T | 601 214    | 37 623    | 12,5 | Tarija                    |
| Bolivie    | BO   | 12 006 031 | 1 098 581 | 9,1  | Sucre (constitutionnelle) |

## Économie

Évolution du PIB réel par habitant en Bolivie.

La Bolivie a été longtemps l'un des pays les plus pauvres d'Amérique latine. Elle a réalisé de grandes réformes libérales dans les années 1990. Ainsi, le président Gonzalo Sánchez de Lozada (1993-1997) a notamment signé un traité de libre-échange avec le Mexique, et a adhéré au Mercosur en tant que membre associé. En outre, ce président a privatisé la compagnie aérienne, l'entreprise de téléphonie, les chemins de fer, l'entreprise d'électricité, ainsi que l'entreprise de pétrole.
La croissance du PIB a ralenti en 1999, en partie en raison d'une politique budgétaire d'austérité. Ces restrictions freinèrent la mise en œuvre des programmes de lutte contre la pauvreté. Ce ralentissement s'explique aussi en partie par les retombées de la crise économique asiatique. Le PIB par secteur est de 13 % pour l'agriculture, 37 % pour l'industrie et de 50 % pour les services en 2017[réf. nécessaire].
En 2000, la croissance du PIB ne fut pas supérieure à 2,5 %. Le PIB n'a pas progressé en 2001 en raison du ralentissement de l'économie mondiale et de la faiblesse de l'activité nationale. Le déficit public s'élevait à 8,6 % en 2002.
L’économie du pays dépendait beaucoup de l’aide apportée par les pays étrangers. En particulier, les États-Unis participent en 2005 à 10 % du PIB de la Bolivie, dans le cadre du programme d’éradication de la coca. Bien que la production globale ne soit pas connue officiellement, la Bolivie est considérée comme le troisième producteur de feuilles de coca après la Colombie et le Pérou.
La dette extérieure de la Bolivie est passée de 6,8 % en 2001 à 3,6 % en 2012.
L'importation de produits manufacturiers comprend l'importation de fer et acier, de produits chimiques, de machinerie et équipements de transport, de textiles et de vêtements. Les importations proviennent principalement du Brésil (40 %), des États-Unis (13,9 %), de la Colombie (8,7 %), du Pérou (6,3 %) et du Japon (4,5 %) (données de 2004). Les principaux produits exportés sont le gaz naturel, le soja et ses dérivés, le pétrole, le zinc et l'étain (l'industrie minière représente en 2011 14 % du PIB et 74 % des exportations). Ces exportations vont principalement vers le Brésil (33,9 %), les États-Unis (12,7 %), la Colombie (11,8 %), le Venezuela (11,6 %), le Pérou (5,1 %) le Japon (4,2 %) (données de 2004).
La Bolivie détient derrière le Venezuela les secondes réserves de gaz naturel d'Amérique du Sud (740 milliards de mètres cubes, selon la compagnie pétrolière BP). Durant près de trente ans, l'Argentine était l'acheteur quasi-exclusif du gaz bolivien mais les ventes à destination du Brésil sont en croissance rapide depuis 1999. L'un des problèmes principaux que rencontre le pays pour nouer de nouvelles relations commerciales et exercer une totale souveraineté sur ses exportations d'hydrocarbures tient dans son enclavement, consécutif à la guerre du Pacifique contre le Chili.
Vingt-six compagnies gazières ou pétrolières multinationales travaillent en Bolivie, dont :
- Petrobras (Brésil) ;
- Repsol (Espagne) ;
- Total (France) ;
- British Gas (Royaume-Uni) ;
- Shell (Pays-Bas).

### Croissance au tournant des années 2000
Le 1er mai 2006, la Bolivie a nationalisé l'ensemble de son activité pétrolière, industrie qui sera gérée par la compagnie pétrolière publique YPFB.
Le pays possèderait la moitié des réserves mondiales de lithium (70 % des réserves étant situées dans le « triangle du lithium » entre trois salars andins : le salar d'Atacama au Chili, le salar d'Uyuni en Bolivie et le salar del Hombre Muerto en Argentine), élément privilégié des batteries modernes, notamment dans le salar d'Uyuni. L'exploitation y débute à la fin des années 2010.
Depuis 2007, l'économie bolivienne connaît une forte croissance (6,8 % en 2013 et 5,9 % en 2014). De même manière, l'excédent budgétaire pour l'année 2013 a été de 4,6 %.
En 2016, la Bolivie a le taux de croissance économique le plus élevé et le taux de chômage le plus faible d’Amérique du Sud. L'extrême pauvreté a chuté de 38,2 % à 16,8 % au cours de la décennie 2007-2017 et le PIB par habitant est passé de 1 182 dollars à 2 757 dollars entre 2005 et 2013.
À partir de 2020, le taux de croissance marque la pas du fait de la pandémie du Covid-19, de la baisse des cours des matières premières, et de la baisse des réserves et de la production de gaz naturel (-33 % entre 2014 et 2023). En 2023, le PIB par habitant est estimé à 3 857 dollars.
En 2024, la Bolivie est classé en 100e position pour l'indice mondial de l'innovation.
L'économie bolivienne est confrontée à une crise sévère. La baisse des exportations de gaz naturel, la dépendance accrue aux importations de carburant et l'épuisement des réserves internationales ont conduit à une inflation galopante et à l'émergence d'un marché noir du dollar. En 2024, le pays a dépensé environ 56 millions de dollars par semaine pour importer du carburant, tandis que les recettes pétrolières ont chuté de 3 milliards à 2 milliards de dollars.
Le Fonds monétaire international prévoit une croissance du PIB de seulement 1,6 % en 2024, bien en deçà des prévisions gouvernementales . La situation économique a également provoqué des protestations, notamment de la part des transporteurs, en raison de la pénurie de carburant .

## Géographie

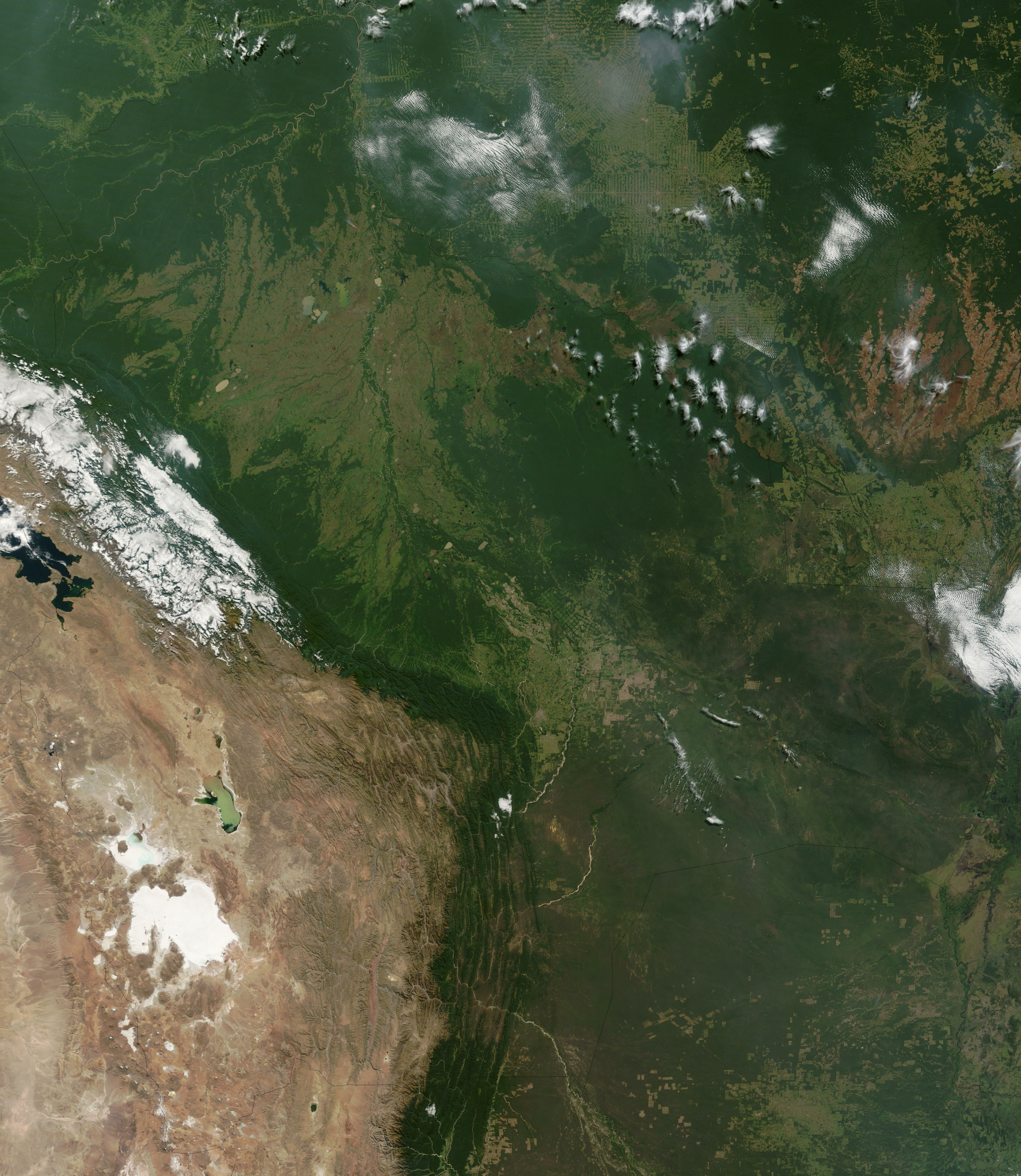
Vue satellite de la Bolivie, on y distingue les Andes à l'ouest avec le salar d'Uyuni et le lac Titicaca.

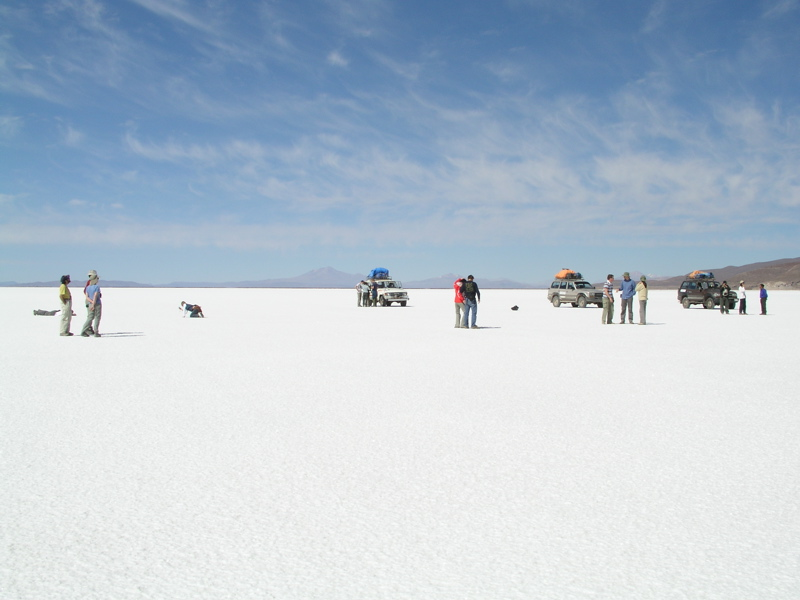
Salar d'Uyuni.

La Bolivie est composée de deux régions géographiques bien distinctes. L'Ouest est traversé par deux cordillères d'orientations nord-sud qui bordent un vaste plateau, l'Altiplano, c'est dans cette région que vit la majeure partie des Boliviens. La cordillère occidentale, aride, abrite quelques sommets majestueux comme le Nevado Sajama qui avec ses 6 542 mètres est le point culminant de la Bolivie. Le haut plateau est bordé au nord-est par la cordillère Royale où l'on peut admirer entre autres le Nevado Illimani et l'Illampu et où s'abrite la ville de La Paz. Les massifs de la cordillère orientale abritent des vallées humides et possèdent des contreforts recouverts de forêts.
À l'est s'étendent de vastes plaines alluviales qui bénéficient d'un climat tropical. Le Nord de ces terres basses appartient au bassin amazonien et est en grande partie recouvert de forêt. Plus au sud, les terres font partie du bassin du río Paraguay, les terres y sont davantage défrichées.
Parmi les curiosités géographiques du pays, on peut citer le lac Titicaca, situé à cheval entre le Pérou et la Bolivie qui est le plus haut lac navigable du monde. Sa vaste étendue permet un microclimat clément sur ses rives qui furent le berceau de la civilisation tiwanaku ; le salar d'Uyuni, situé à l'ouest du pays, sur le Sud de l'Altiplano dans le département de Potosí, est la plus grande étendue de sel au monde.
On peut aussi admirer la cordillère Royale qui abrite de majestueux sommets enneigés, le parc des volcans, où l'on peut observer le Nevado Sajama, point culminant du pays avec 6 542 mètres d'altitude, et les Bañados de Izozog (en français marais de l'Izozog).
Parmi les grandes villes, on peut citer La Paz, en très haute altitude, très marquée par la culture aymara, Sucre, connue pour ses richesses architecturales, Santa Cruz de la Sierra, la grande ville de l'orient bolivien, Cochabamba, ville carrefour au centre du pays.
Entre novembre 2016 et mars 2017, la Bolivie connait une forte sécheresse due au phénomène El Niño, qui a fait chuter les précipitations de 40 % et provoqué une élévation des températures de deux à trois degrés. L'eau a dû être rationnée à La Paz et le gouvernement a déclaré l'état d'urgence.
Le pays se décrète en état de catastrophe nationale en octobre 2020 en raison des incendies alimentés par une forte sécheresse. Un rapport de l'ONG Fondation des amis de la Nature a relevé que de janvier à septembre les incendies ont détruit 2,3 millions d'hectares de forêts et de pâturages. L'année précédente, d'immenses incendies dans l'Amazonie bolivienne avaient dévasté 6,4 millions d'hectares.

### Fonte des glaciers
La Bolivie comprend 20 % environ des glaciers tropicaux dans le monde, avec la cordillère des Andes. Ils sont cependant vulnérables face au réchauffement climatique et ont perdu 43 % de leur surface entre 1986 et 2014. Certains glaciers boliviens ont perdu plus des deux tiers de leur masse depuis les années 1980 souligne l'Unesco en 2018. Alors que la température dans les Andes tropicales devrait s'élever de deux à cinq degrés d'ici la fin du XXIe siècle, les glaciers perdraient encore entre 78 % et 97 % de leur masse. Les glaciers représentent, selon les années, entre 60% et 85% de l’approvisionnement en eau de La Paz.

### Politique environnementale
Un ministère de l’Environnement et de l'eau est créé en 2006 après l'élection d'Evo Morales, qui revient notamment sur les privatisations du secteur de la distribution de l'eau menées dans les années 1990 par le président Gonzalo Sánchez de Lozada. La nouvelle Constitution, approuvée par référendum en 2009, fait de l'accès à l'eau un droit fondamental. En juillet 2010, à l'initiative de la Bolivie, les Nations unies votent une résolution reconnaissant comme « fondamental » le « droit à une eau potable, salubre et propre ».
Les scientifiques ont commencé à alerter le gouvernement bolivien sur le problème de la fonte des glaciers dans les années 1990, mais il a fallu attendre 2012 pour que les autorités répondent par de réelles politiques de protection. Un Projet d'adaptation à l'impact du recul accéléré des glaciers des Andes tropicales (PRAA) est alors mis en place, avec pour mission de « renforcer le réseau de surveillance » et de « générer des informations utiles à la prise de décision ». Les glaciers sont depuis lors surveillés par des caméras, des sondes, des drones et par un satellite. Les autorités ont également développé des programmes de sensibilisation de la population aux conséquences du réchauffement climatique pour faire reculer certaines pratiques agricoles nuisibles.
En février 2017, le gouvernement mobilise 200 millions de dollars pour lutter contre la sécheresse et le réchauffement climatique.

### Frontières terrestres
- 3 400 km avec le Brésil ;
- 900 km avec le Pérou ;
- 861 km avec le Chili ;
- 832 km avec l'Argentine ;
- 750 km avec le Paraguay.

### Types de paysage
On retrouve en Bolivie les paysages montagneux de la cordillère des Andes, mais aussi des paysages de plateau d'altitude, avec l'Altiplano. Au sud, la « banquise de sel » offre un paysage lunaire. On y découvre aussi lagunes, volcans et canyons. Dans la région de l'Oriente, au nord-est, un paysage de plaines débouche sur la forêt amazonienne, à la frontière avec le Brésil.

### Climat
Le climat bolivien est subtropical : chaud et humide. Mais ses conditions climatiques sont variées en raison d'altitudes diverses. En haute altitude, comme dans les Andes, le climat est froid, sec et venteux alors qu'en plaine il est humide et plus doux. Les températures moyennes annuelles se situent entre 8 °C dans l'Altiplano et 26 °C dans les plaines orientales où elles varient peu tout au long de l'année.
Les écarts thermiques peuvent être très importants. Sur l'Altiplano à 4 000 mètres d'altitude et à La Paz notamment, lors de la saison chaude (de novembre à mars) la température atteint facilement 19 °C au meilleur de la journée, puis chute au fil des heures, atteignant des valeurs négatives en soirée. Dans les vallées intermédiaires situées en moyenne à 2 500 mètres d'altitude, comme la vallée de Cochabamba, les températures moyennes sont de 18-19 degrés. C'est ce qui donne la réputation de « printemps éternel » à cette région. Les écarts diurnes-nocturnes sont encore plus grands ici, les températures peuvent être parfois légèrement négatives en hiver et atteignent 27 à 30 degrés au meilleur de la journée (12 h-16 h). L'été, cet écart se réduit à 14 et 30 degrés. Dans la partie orientale, le climat est subtropical. La pluviométrie importante engendre une végétation luxuriante. L'été, l'humidité relative est très haute, parfois même étouffante. L'hiver (juin-août) est moins humide mais il est parfois rafraîchi par des vents froids venus de la Patagonie appelés surazos qui font chuter la température à 12 degrés et le froid est plus pénétrant à cause de l'humidité.

### Réserves internationales nettes
Les avoirs en devises étrangères et en or, dites réserves internationales nettes, détenues par la banque centrale bolivienne sont passées de 1,085 milliards de dollars dans l'année 2000 sous le gouvernement de Hugo Banzer Suárez — 80e président bolivien — à 15,282 milliards de dollars au 5 janvier 2015 sous le gouvernement du 86e président bolivien Evo Morales.
|                                      |
| Source : Banque centrale de Bolivie. |

### Transports
La Bolivie bénéficie d'un réseau de transport qui repose principalement sur le transport routier, le transport ferroviaire et le transport aérien. Le réseau ferroviaire bolivien est composé de deux sous-réseaux non connectés, l'un situé dans l'est du pays et l'autre dans l'ouest. Autant l'un que l'autre ne desservent pas le nord du pays. Le réseau routier bolivien compte en 2010 un total de 80 488 km de routes qui desservent l'ensemble des régions du pays. La Bolivie était d'ailleurs connue pour sa Route de la mort, depuis fermée à la circulation motorisée. En ce qui a trait au transport aérien, celui-ci est notamment utilisé pour les déplacements intérieurs. Les principales agglomérations du pays bénéficient toutes d'un aéroport. Les deux principaux aéroports internationaux du pays sont situés à La Paz et à Santa Cruz de la Sierra.

### Agriculture
Certaines régions de la Bolivie sont en grande partie sous le pouvoir des ganaderos, les grands propriétaires d'élevages bovins et porcins, et nombre de petits paysans sont encore réduits à la condition de péons. Néanmoins, la présence de l'État s'est nettement renforcée sous le gouvernement d'Evo Morales. Celui-ci tend à ménager les intérêts des grands propriétaires tout en s’efforçant d’améliorer les conditions de vie et de travail des petits paysans.
La réforme agraire promise par Evo Morales — et approuvée à travers un référendum par près de 80 % de la population — n’a jamais été enclenchée. Destinée à abolir le latifundisme en réduisant la taille maximale des propriétés n’ayant pas de « fonction économique et sociale » à 5 000 hectares, le reste devant alors être réparti entre petits travailleurs agricoles et indigènes sans terre, elle rencontra une ferme opposition de la part de l'oligarchie bolivienne. Le gouvernement a cédé en 2009 devant le secteur agro-industriel, qui s'est engagé en échange à mettre fin aux pressions qu'il exerçait et compromettaient jusqu’à la mise en place de la nouvelle Constitution.
Une série de réformes et de projets économiques a toutefois permis d'améliorer la condition des familles paysannes modestes. Celles-ci ont reçu des machines agricoles, des tracteurs, des engrais, des semences et des animaux reproducteurs, tandis que l’État a construit des systèmes d'irrigation, ainsi que des routes et des ponts leur permettant d’écouler plus facilement leur production sur les marchés. La situation de nombreux indigènes et petits paysans a été régularisée à travers l'attribution des titres fonciers pour les terres qu’ils exploitaient.
En 2007, le gouvernement crée une « Banque du développement productif » grâce à laquelle les petits travailleurs et les producteurs agricoles peuvent emprunter facilement, à des taux bas et avec des modalités de remboursement adaptées aux cycles agricoles. En raison d'un meilleur encadrement des activités bancaires, les taux d'emprunt ont été divisés par trois entre 2014 et 2019 dans l'ensemble des établissements bancaires pour les petits et moyens producteurs agricoles. En outre, la loi impose désormais aux banques de consacrer au moins 60 % de leurs ressources à des crédits productifs ou destinés à la construction de logements sociaux.
Avec la création de l'Entreprise d'aide à la production d'aliments (Emapa), le gouvernement a voulu stabiliser le marché intérieur des produits agricoles en achetant au meilleur prix la production des petits et moyens agriculteurs, forçant ainsi les agro-industriels à leur offrir des rémunérations plus justes. Selon le vice-président Àlvaro García Linera, « en fixant les règles du jeu, l'État établit un nouveau rapport de forces qui donne plus de pouvoir aux petits producteurs. La richesse est mieux redistribuée afin d’équilibrer la puissance du secteur agro-industriel. Cela génère de la stabilité, ce qui permet une économie prospère et profite à tout le monde ».
La pratique de la culture sur brûlis est un fléau favorisé par la demande en produits agricoles destinés au négoce: plus de 2 millions d'hectares auraient été prélevés sur la forêt rien qu'en 2023.

### Tourisme
L'éco-lodge très reculé de Chalalan, situé aux abords du lac Chalalan et de la rivière Tuichi, est une forme de tourisme durable qui a apporté de l'aide concrète à une population démunie, tout en menant une recherche sur 150 expériences de tourisme communautaire similaires, où le taux d'occupation moyen était de 5%. C'est l'un des projets communautaires indigènes de préservation de l'environnement et de développement durable les plus en vue du parc national Madidi, l'un des plus importants pour le tourisme durable en Bolivie. Son aide s'est révélée très diverse : médecin, éducation, emplois, et accès à la communication avec un bateau et une radio CB.

### Travail infantile
La Bolivie est un des pays les plus pauvres d'Amérique latine. Les familles n’arrivent pas à subvenir à leurs besoins, ce qui oblige les enfants à intégrer le marché du travail. Les statistiques indiquent que 27 % des enfants âgés entre 4 et 17 ans travaillent, et que plus d'un quart d'entre eux occupent des emplois dangereux. Les régions rurales présentent les plus forts taux de travail infantile en raison de la faiblesse des services sociaux et des aides de l'État. Plus de 510 000 enfants participent au travail agricole bien que, le plus souvent, les récoltes soient insuffisantes pour subvenir aux besoins de toute la famille. Ainsi, les jeunes filles sont parfois contraintes d'aller travailler en ville, notamment comme domestiques.
Selon l’UNICEF, 65% des filles autochtones rurales « vivent dans des ménages sous le seuil de pauvreté. » Mais encore, plus d’une centaine de familles qui vivent dans la grande pauvreté se tournent vers le travail des mines où les parents travaillent des heures interminables et les enfants sont souvent laissés sans surveillance. Pour venir en aide à ces enfants, il y a le CEPROMIN (Centre de promotion minière), un organisme non gouvernemental qui vient en aide à plus de 450 enfants sur le plan alimentaire et éducatif tout en donnant un soutien socio-économique aux parents.
Le travail des enfants a pendant longtemps été ignoré par l'État. Les enfants ne bénéficiaient pas du droit du travail et n'étaient pas inclus dans la population active, ce qui rendait difficile de prendre conscience de la réalité du travail infantile. En 2014, le président de la Bolivie, Evo Morales, légalise le travail des enfants à partir de l’âge de 10 ans pour en limiter les dérives. La loi interdit le travail dangereux, oblige les employeurs à rémunérer les enfants comme les adultes, limite à six heures la journée de travail des mineurs et rend obligatoire un permis de travail et une assurance chômage. Cette loi fait suite à de nombreuses manifestations d'enfants travailleurs demandant la régularisation de leur situation et une protection juridique. Toutefois, cette loi a été annulée en février 2018 par le Conseil constitutionnel.

## Démographie

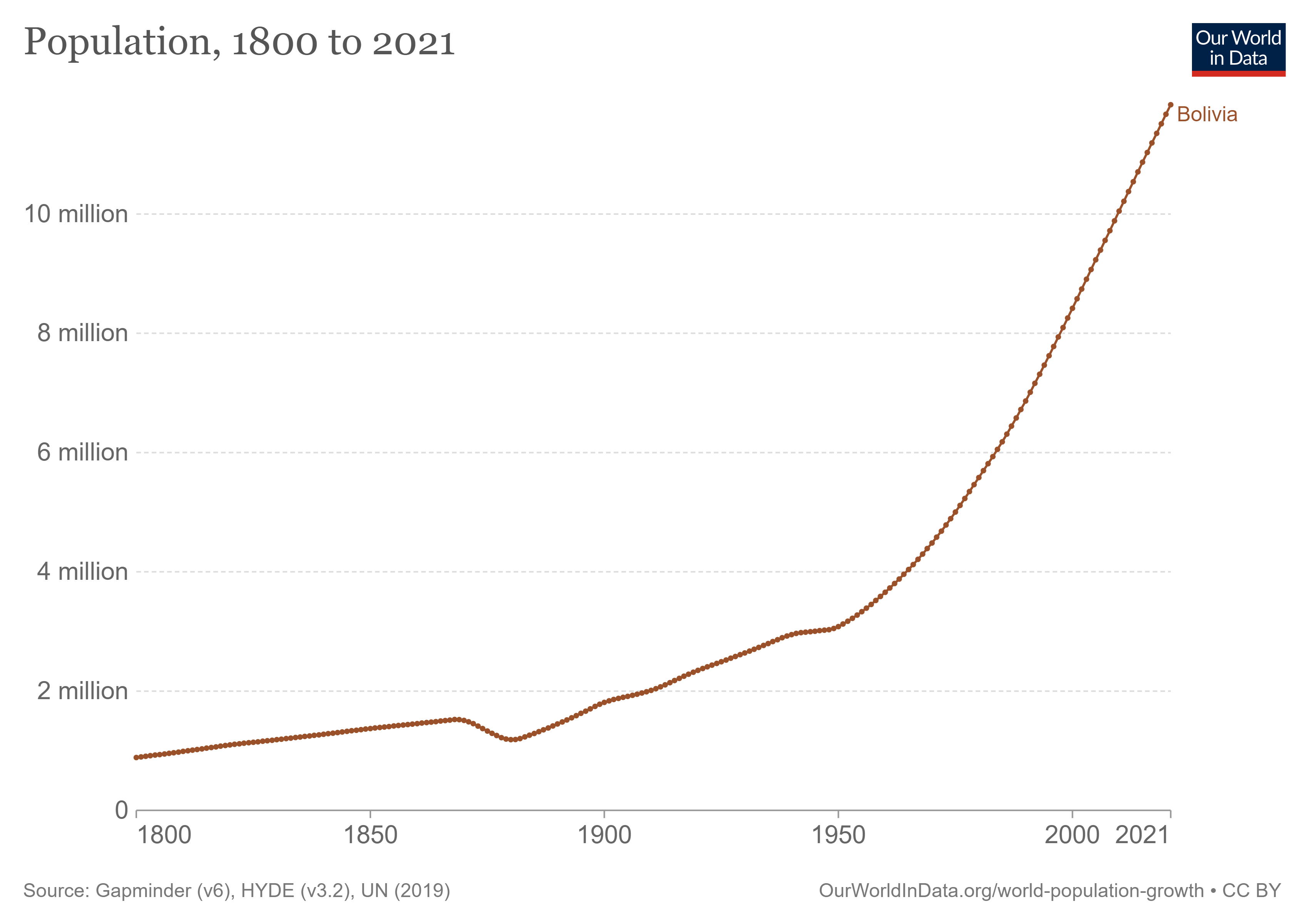
Évolution de la démographie.

La population de la Bolivie est évaluée en 2017 à 11 138 234 habitants[réf. nécessaire]. Elle est composée à 55 % d'Amérindiens répartis en 40 groupes ethno-linguistiques (30 % Quechuas et 25 % Aymaras, 0,2 % Chiquitos et Guaranís), à 30 % de métis, et à 15 % d'Européens principalement d'origine espagnole et portugaise résidant dans les grandes villes et formant l'élite politique et économique du pays. Le taux de croissance de la population est de 1,7 %. Le taux de natalité est de 22,76 pour mille et le taux de mortalité infantile est de 37,49 pour mille. L’espérance de vie en Bolivie est de 68,86 ans. Le taux d’alphabétisation est de 96,6 %. En décembre 2008, la Bolivie fut déclarée comme étant le troisième pays latino-américain, après Cuba et le Venezuela, à avoir vaincu l’analphabétisme.

### Éducation
La participation à l'éducation de la population amérindienne est inférieure à la moyenne.
En décembre 2008, après une campagne d'alphabétisation de deux ans et demi auprès des populations pauvres, le président bolivien Evo Morales déclare son pays « libre d'analphabétisme » selon les critères de l'UNESCO (taux d'analphabétisme inférieur à 4 % pour les plus de 15 ans). L'analphabétisme a reculé de 13,3 % en 2001 à 2,9 % en 2016. La Bolivie est le deuxième pays d’Amérique latine après Cuba à dédier le plus important pourcentage de son PIB à l'éducation.
Le président Evo Morales Ayma a lancé l'initiative de produire des ordinateurs en Bolivie sous la marque Quipus. Ainsi, entre 2014 et 2018, l'entreprise publique Quipus a fabriqué et distribué 14050 ordinateurs portables à tous les étudiants du sixième année du secondaire de la ville de Santa Cruz, et 5 415 ordinateurs portables du modèle Kuaa à tous les élèves de la cinquième année du secondaire dans la ville d'Oruro. Un total de 160. 000 ordinateurs portables gratuits pour les étudiants qui étudient le dernier cycle de l'école.

### Santé
Les dépenses étaient de 6,6 % du PIB en 2006. Elles étaient de 204 $ US par personne en 2006. De plus, l'espérance de vie était de 66 ans pour les hommes et de 70 ans pour les femmes en 2011.
En janvier 2017, l’Organisation panaméricaine de la santé indique que les campagnes de vaccination ont permis d'éliminer la poliomyélite, la rubéole et la rougeole.
Entre 2007 et 2017, la mortalité infantile a reculé de 50 % et la sous-nutrition chez les enfants de 14 % selon l'Organisation mondiale de la santé.
Malgré ces progrès récents, le système de santé bolivien est jugé encore très précaire. Il manque de personnel médical spécialisé, de matériel et d'unités de soins intensifs. Face au manque de moyens de l’hôpital public, les classes moyennes se tournent parfois vers les cliniques privées. Destinés à générer du profit, ces établissements pratiquent des honoraires prohibitifs et beaucoup de familles s’endettent pour des années. Le gouvernement fait voter une loi en 2021 limitant les honoraires des cliniques privées à 430 euros par jour et interdisant la rétention de cadavre, une pratique courante pour obtenir des familles du défunt le recouvrement des honoraires. Beaucoup d'établissements parviennent néanmoins à contourner la réglementation,.

### Langues

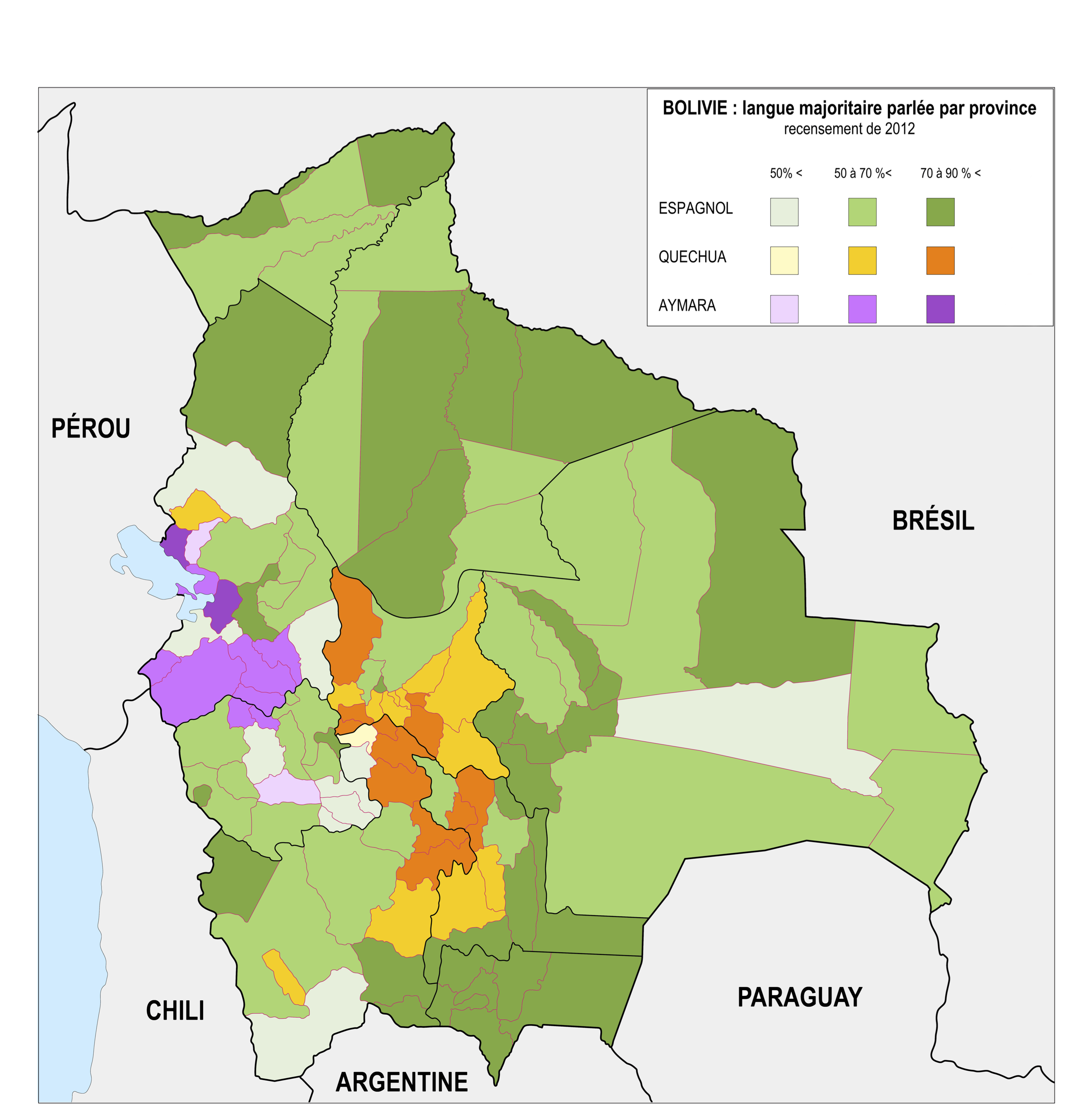
Langue la plus parlée par province selon les données du recensement de 2012.

### Religions
Selon le Pew Research Center, en 2010, 93,9 % des habitants de la Bolivie sont chrétiens, principalement catholiques (79 %) et dans une moindre mesure protestants (13,7 %), alors que 4,1 % de la population n'est pas affilié à une religion et que 2 % pratique une autre religion.
Environ cent cinquante-mille mennonites vivent en Bolivie. Les premières familles, issues généralement du Paraguay, du Canada, du Mexique et du Belize, se sont installées dans le département de Santa Cruz à partir des années 1950. La grande majorité vivent au sein de « vieilles colonies », des franges ultraconservatrices de la congrégation. Figées dans le temps, celles-ci tirent les règles qui régissent leur vie du Nouveau Testament et se tiennent à l’écart du reste de la société.

### Femmes
À partir de l'élection d'Evo Morales à la présidence du pays en 2005, les femmes « chola », ou « cholitas », longtemps victimes de mépris, conquièrent de nouveaux droits et une reconnaissance sociale. Plus généralement, la Constitution adoptée de 2009 améliore les droits des femmes boliviennes.
Malgré une loi de 2013 contre les violences faites aux femmes, la Bolivie est une décennie plus tard le pays d'Amérique latine avec le plus fort taux de féminicides.
Grâce à une politique de quotas, la Bolivie est en 2022 le deuxième pays au monde, après le Rwanda, à compter autant de femmes parlementaires (52 % à l'Assemblée législative et 47 % à la Chambre des sénateurs).

## Culture
La culture bolivienne a été fortement influencée par les Quechuas, les Aymaras, ainsi que par la culture de l'Amérique latine dans son ensemble.
Le développement culturel est divisé en trois périodes distinctes : précolombienne, coloniale et républicaine. D'importants vestiges archéologiques, des ornements d'or et d'argent, des monuments de pierre, des céramiques, des tissages encore présents aujourd'hui viennent de plusieurs cultures précolombiennes. On peut citer comme vestiges importants Tiwanaku ou Samaipata. Le pays regorge d'autres sites qui sont difficiles à atteindre et ont fait l'objet de peu d'explorations archéologiques.
Le sport national est le football, le baby-foot étant aussi très populaire.
Malgré les défis, la Bolivie continue de célébrer sa riche diversité culturelle. En collaboration avec l'UNESCO, le pays a renforcé ses efforts pour préserver et promouvoir son patrimoine culturel, mettant en valeur les traditions autochtones et les expressions artistiques locales
Des événements tels que le Festival Boliviano 2024 aux États-Unis témoignent de l'engagement de la diaspora bolivienne à maintenir vivantes les traditions culturelles du pays .

### Musique
La musique bolivienne est riche et variée. Les instruments de musique utilisés sont le sicus (flûte de Pan), la quena, tarkas et quenacho (instruments à vent), le charango (petite guitare à dix cordes) et la guitare classique apportée par les Espagnols. Forte et authentique, la musique bolivienne est moins facile d'accès que bien d'autres musiques d'Amérique latine.

### Cuisine bolivienne
La cuisine bolivienne varie en fonction des régions du pays, qui présentent des caractéristiques géographiques différentes. Il demeure que le maïs, le quinoa, la patate, le yucca, le bœuf, la volaille et le porc sont des aliments répandus.